# Nuculana minuta
Nuculana minuta – gatunek małża morskiego należącego do podgromady pierwoskrzelnych.
Muszla wielkości około 0,6 cm, kształtu podłużnego. Jeden koniec muszli owalny, drugi szpiczasty. Wnętrze muszli białe.
Siedliskiem jest piaszczysty muł umiarkowanie głębokich wód otwartych. Są rozdzielnopłciowe, bez zaznaczonych różnic płciowych w budowie muszli. Odżywiają się planktonem oraz detrytusem.
Występuje w Ameryce Północnej. Na terenie USA występuje na wybrzeżu Atlantyku od Labradoru do Maine oraz na wybrzeżu Pacyfiku od Oceanu Arktycznego do San Diego w Kalifornii.